# Microbaena
Microbaena là một chi bướm đêm thuộc họ Geometridae.